# М1917 (револвер)
Револвер М1917 (енгл. M1917 Revolver), амерички револвер произведен за потребе америчке војске током Првог светског рата. 

## Карактеристике
Постоје две верзије овог револвераː Колт М1917 и Смит и Весон М1917. Сличност ова два револвера сводила се на исти калибар (0,45 инча/11,43 мм), број метака у добошу (6) и механизам (обарач двоструког дејства). Колтова верзија била је знатно тежа и грубље израде. Ови револвери задржали су се у служби америчке војске све до Другог светског рата, када су их коначно потисли полуаутоматски пиштољи.